# Giornata del 10 agosto 1792
Il 10 agosto 1792 (detto anche battaglia delle Tuileries, assalto alle Tuileries o difesa delle Tuileries) fu il giorno della presa del palazzo delle Tuileries, dove dai primi mesi della rivoluzione francese risiedeva Luigi XVI con la famiglia reale. Con questa dimostrazione di forza, l'ala più radicale dei rivoluzionari, sanculotti e giacobini, provoca la caduta della monarchia, prende il potere e dà il via alla fase repubblicana della rivoluzione, che poi sfocerà nel Regime del Terrore.

## Le cause
La giornata del 10 agosto è considerata da alcuni storici come l'inizio di una "Seconda Rivoluzione". In proposito, il leader dei giacobini Maximilien de Robespierre dirà: "è cominciata la più bella rivoluzione che abbia onorato l'umanità, o meglio, la sola rivoluzione che abbia avuto un oggetto degno dell'uomo, quello di fondare finalmente le società politiche sui principi immortali dell'eguaglianza, della giustizia e della ragione".
La rivoluzione del 1789 aveva abbattuto l'antico regime, ma non aveva dato risposte soddisfacenti alle aspirazioni di uguaglianza e giustizia sociale che animano gli strati popolari. La Costituzione francese del 1791 li ha esclusi dal diritto di voto. La carestia, l'aumento dei prezzi, l'accaparramento delle merci da parte di speculatori hanno impoverito chi già era povero, accrescendo la sua rabbia e il desiderio di farla finita una volta per tutte con i privilegi dei signori.
L'ostilità verso la monarchia viene rafforzata dal clima della guerra contro l'Austria, dichiarata il 20 aprile 1792: i patrioti francesi sospettano il re, già bloccato a Varennes pochi mesi prima, il 21 giugno 1791, mentre tentava di rifugiarsi in Austria, di tramare con il nemico per sconfiggere la rivoluzione e restaurare l'assolutismo borbonico con la forza. Una conferma in questo senso sembra venire dal durissimo proclama del 25 luglio a opera del duca di Brunswick-Wolfenbüttel, comandante in capo dell'esercito austro-prussiano, che minaccia i parigini di una vendetta esemplare "nel caso in cui venga usata la più piccola violenza o venga recata la minima offesa nei confronti delle loro Maestà, il re, la regina e la famiglia reale" e "se non si provvede immediatamente alla loro sicurezza, alla loro protezione ed alla loro libertà". Scopo evidente del proclama è di terrorizzare i francesi, ma ottiene l'effetto contrario, di cementare il loro sentimento di unità nazionale e di infiammarli d'odio nei confronti del "re traditore".

## Avvenimenti

### La notte del 9 agosto
È in questo contesto che matura l'insurrezione del 10 agosto, che cambierà il corso della storia francese abbattendo la monarchia e portando all'instaurazione di una repubblica. Tutto parte nella notte tra il 9 e il 10 agosto quando si forma un "corteo" di insorti provenienti dai quartieri più popolari di Parigi, come il Faubourg Saint-Marcel e il Faubourg Saint-Antoine, quartieri di botteghe e piccole fabbriche, dove vive la maggioranza dei "sanculotti". Al loro fianco, ci sono le truppe dei "federati", cioè i volontari giunti da Marsiglia e dalla Bretagna per combattere contro l'Austria, per i quali l'Assemblea legislativa aveva allestito un campo militare nei pressi di Parigi. In totale, parteciperanno a questa giornata rivoluzionaria circa 25 000 dimostranti, fra uomini e donne, operai e borghesi, militari e civili, parigini e provinciali.
Questo "esercito", se così si può definire, è nella sua parte principale composto da circa cento compagnie, ognuna con un centinaio di uomini, armati prevalentemente di fucili. A guidarli ci sono i militanti sanculotti delle varie sezioni di Parigi. Tale organizzazione fa capire che lo scontro è stato preparato con cura. Il 10 agosto, osserva a questo proposito lo storico Michel Vovelle, è stata una "sollevazione premeditata e organizzata in base a parole d'ordine e ad aspirazioni collettive precise, che testimonia la maturità raggiunta dal movimento popolare e indica il lungo cammino percorso dal luglio-ottobre 1789". Fra gli organizzatori di questa giornata rivoluzionaria ci sono i futuri grandi leader Georges Jacques Danton, Maximilien de Robespierre e Jean-Paul Marat, che però non avranno un ruolo di spicco nello svolgersi degli eventi.

### La presa delle Tuileries
È ancora notte quando il corteo muove verso l'Hotel de la Ville, sede del municipio. Qui il consiglio comunale in carica, di orientamento moderato, viene sostituito dagli insorti con un consiglio rivoluzionario: la Commune insurrezionale.
Quindi la massa dei dimostranti si dirige verso il palazzo delle Tuileries, dove risiede il re Luigi XVI di Borbone. La reggia è difesa da un centinaio di guardie nazionali e soprattutto da 1330 guardie svizzere, "soldati eccellenti, coraggiosi e disciplinati, obbedienti sino alla morte". Nel palazzo, in un primo tempo, regna l'ottimismo: la massa di popolani che si sta radunando per le vie di Parigi sarà facilmente sbaragliata. Ma alle prime luci dell'alba, guardando dalla finestra la marea di sanculotti in armi, il re deve ricredersi. Tutta Parigi è in marcia, gli fanno notare. E così Luigi XVI, insieme alla moglie Maria Antonietta, ai figli Maria Teresa e Luigi Carlo, e alla sorella minore Madame Élisabeth, fugge dalle Tuileries e si rifugia nella vicina sala del Maneggio, chiedendo protezione all'Assemblea legislativa. La regina non voleva abbandonare le guardie svizzere, oltre ai nobili al suo servizio da tanti anni, in balia dei rivoluzionari, ma il re la convinse ad obbedire. Sono circa le 8 del mattino del 10 agosto.
Rimasti soli, i nobili della corte e le guardie svizzere si preparano con i fucili puntati a ricevere gli insorti. I primi tre o quattrocento vengono falciati appena mettono piede nel palazzo. Ma ben presto la massa degli insorti si ingrossa, con l'arrivo della colonna del Faubourg Sainte Antoine, guidata dal birraio Santerre, rimasta indietro per impadronirsi di un deposito di munizioni. A questo punto, bottegai, artigiani, pescivendole, con picche e bastoni in pugno, truppe di volontari con fucili e cannoni, tutti si rovesciano dentro le sale della reggia, ricacciando indietro le guardie svizzere e gli altri difensori.
Per evitare un massacro, sollecitato dai deputati dell'Assemblea legislativa, Luigi XVI fa arrivare agli svizzeri un biglietto con l'ordine di cessare la resistenza, ma troppo tardi. Le guardie del re che riescono ad uscire dalle Tuileries sono linciate dalla folla. Al termine della giornata rivoluzionaria, si contano 376 morti fra gli insorti e circa 800 fra i monarchici, di cui 600 svizzeri e 200 nobili della corte.

## Dopo il 10 agosto
Con la presa delle Tuileries, il potere passa di fatto nelle mani della Comune insurrezionale, che immediatamente obbliga l'Assemblea legislativa a dichiarare decaduta la monarchia e a convocare una nuova assemblea costituente, la Convenzione, da eleggersi a suffragio universale maschile. Il re è sospeso dalle sue funzioni e chiuso insieme alla sua famiglia nella prigione del Tempio.
Il 21 settembre la Convenzione proclama la repubblica. Si apre così la fase democratica della rivoluzione francese, caratterizzata dall'alleanza fra la borghesia progressista e le masse sanculotte e da una difesa ferrea dei valori rivoluzionari che sfocia nel Terrore contro veri o presunti "nemici del popolo".